# 8mm Remington Magnum
El 8mm Remington Magnum es un cartucho de rifle de fuego central, que fue introducido al mercado por Remington Arms Company en 1978, como alternativa para el rifle Remington 700 BDL.
Diseñado a partir del casquillo del .375 Holland & Holland Magnum, y manteniendo la longitud de su predecesor, el .8mm Rem Mag, requiere mecanismos largos, y no puede ser usado en mecanismos de acción estándar similares a las del .30-06 Springfield.

## Antecedentes
El 8mm Remington Magnum fue concebido por Remington para competir con el .300 Weatherby Magnum, .340 Weatherby Magnum y el .338 Winchester Magnum, y manteniendo la nomenclatura métrica que les resultó exitosa con el 7 mm Remington Magnum.
El 8mm Remington Magnum nunca llegó a gozar de la popularidad de su antecesor, el 7mm Rem Mag; sin embargo es un cartucho sumamente adecuado para la caza de animales grandes como el alce, wapiti, caribú y todo tipo de antílopes, ofreciendo una trayectoria bastante plana y bastante energía en un proyectil de 8mm (.323 pulgadas) de diámetro. Probablemente la razón por la que no alcanzó la popularidad esperada es porque su competidor directo, el .338 Winchester Magnum , fue lanzado anteriormente y puede ser recamarado en rifles con mecanismos de longitud estándar, además de ofrecer opciones de munición más pesadas. Otra razón se debe a que existe una oferta reducida de munición calibre 8mm y la selección de balas es crítica ya que es necesario que los proyectiles estén diseñados para aguantar las velocidades que genera un calibre magnum.

## Dimensiones del cartucho
La capacidad del casquillo del 8mm Remington Magnum es de 6.43 ml (99 granos) de agua.

## Uso deportivo
El 8mm Remington Magnum es un excelente cartucho para la caza de animales de gran tamaño a largas distancias, es también netamente de uso civil desarrollado para fines cinegéticos. Debido a que nunca ha sido usado para fines militares, es una alternativa en países que prohíben el uso de munición militar.
El 8mm Remington Magnum, al ser un belted magnum largo, tiene un alto retroceso, y tiene la desventaja de una limitada oferta de munición, por lo que es principalmente considerado un cartucho para quienes recargan, logrando generar presiones de hasta 448 MPa (65000 psi) SAAMI. Si estas cargas son complementadas con proyectiles que estén construidos adecuadamente, el 8 mm Remington Magnum ofrece la trayectoria más plana y la mejor performance para realizar tiros largos entre todos los otros cartuchos que se comercializan en calibre 8 mm.
Cargado con proyectiles cortos y de punta redonda, el 8mm Remington Magnum es una opción adecuada para la caza de animales pequeños, debido a la baja densidad seccional de este tipo de balas. En cambio, si se usan proyectiles sólidos, pesados y largos, 8mm Remington Magnum genera suficiente velocidad para penetrar animales grandes y peligroso. Si se recarga con proyectiles de 220 granos, se puede obtener una velocidad de 3,000 pies por segundo en la boca del cañón, y entregar a 500 yardas (457m) la misma energía que entrega el .308 Winchester en la boca del cañón. Con proyectiles más ligeros, de entre 150 y180 granos, se logran velocidades de salida de 3,300 a 3,500 pies por segundo, comparable con las velocidades que se generan del .300 Remington Ultra Magnum o el .300 Weaherby Magnum ofreciendo trayectorias muy plana que lo vuelven óptimo para cazar animales del tamaño y peso de un wapiti a largas distancias. Comparado con este último, el 8mm Rem Mag ofrece una mayor área frontal mientras que el .300 Wby Mag mayores coeficientes balísticos disparando proyectiles del mismo peso
El 8mm Remington Magnum tiene suficiente energía y opciones de proyectiles para cualquier tipo de caza mayor en el planeta. Sin embargo, algunos países del África subsahariana prohíben el uso de calibres menores a 9.53 mm (.375 pulgadas) o 10.2 mm (.40 pulgadas) para cazar los cinco grandes (leopardo, león,búfalo de cabo, rinoceronte y elefante africano). En la República Centroafricana, donde no existen restricciones de calibres mínimos para cazar los cinco grandes, el 8mm Remington Magnum ha sido utilizado exitosamente para cazar elefante africano.

## Comparación de cartuchos 8mm
| Gramo de peso de la bala (grano) | 8.23 g (127 gr) | 9.72 g (150 gr) | 11.34 g (175 gr) | 12.96 g (200 gr) | 14.26 g (220 gr) | Capacidad de caso (%) |
| 7.92×57mm Mauser (8×57mm ES)     | 100.0           | 100.0           | 100.0            | 100.0            | 100.0            | 100.0                 |
| 8×64mm S                         | 102.7           | 102.7           | 102.8            | 102.9            | 102.9            | 110.3                 |
| .325 WSM                         | 108.7           | 109.1           | 109.0            | 109.3            | 111.1            | 131.7                 |
| 8×68mm S                         | 108.4           | 108.5           | 108.7            | 110.5            | 112.3            | 136.5                 |
| 8mm Rem. Mag.                    | 111.9           | 112.3           | 114.5            | 115.3            | 116.0            | 157.1                 |

## El 8mm Remington Magnum como casquillo base

### 7mm STW (Shooting Times Westerner)
El casquillo del 8mm Remington Magnum fue usado para desarrollar el 7mm STW. Diseñado por Layne Simpson, editor de la revista Shooting Times, quien básicamente ajustó el cuello del 8mm Rem Mag para alojar un proyectil de 7 mm (.284). Desarrollado con cargas superiores, puede disparar una bala de 150 granos a casi 3,400 pies por segundo, ubicándose como uno de los cartuchos de calibre mediano más rápidos y de trayectoria más plana, siendo desplazado solo el 7.21 Firebird de Lazzeroni y por el Remington 7mm Remington Ultra Magnum

### .416 Remington Magnum
Del casquillo del 8mm Remington Magnum también se desarrolló el popular .416 Remington Magnum, en 1988. 